# Marianne Ehrmann
Marianne Ehrmann, ook gekend onder de artiestennaam Sternheim (Rapperswil, 25 november 1755 - Stuttgart, 14 augustus 1795), was een Zwitserse actrice, schrijfster en redactrice.

## Biografie

### Afkomst en opleiding
Marianne Ehrmann was een dochter van Franz Xaver Brentano, die een handelaar was, en van Sebastiana Antonia Corti. Ze was een weeskind en werd grootgebracht door haar oom Dominik Brentano. Rond 1777 trouwde ze met een niet nader bekende officier, van wie ze later evenwel zou scheiden. In 1786 trouwde ze voor een tweede maal, met Theophil Friedrich Ehrmann, die jurist en schrijver was. 

### Carrière
Nadat ze van haar eerste echtgenoot was gescheiden maakte Ehrmann onder het pseudoniem Sternheim deel uit van verschillende theatergezelschappen, waaronder Koberwein in Straatsburg. In 1784 bracht ze Philosophie eines Weibs uit, gevolgd door de autobiografische roman Amalie: eine wahre Geschichte in Briefen uit 1788. Nadat ze zich in 1788 vestigde in Stuttgart werd ze redactrice van de vrouwenbladen Amaliens Erholungsstunden van 1790 tot 1792 en Die Einsiedlerinn aus den Alpen van 1793 tot 1794, waarvan ze de meeste artikelen schreef. Ze was een van de eerste vrouwelijke Duitstalige romanschrijvers en tijdschriftredacteurs.

## Werken
- (de)  Philosophie eines Weibs, 1784.
- (de)  Amalie: eine wahre Geschichte in Briefen, 1788.